# František Brůna
František Brůna (Dolní Kralovice, 13 de outubro de 1944 – 24 de abril de 2017) foi um handebolista checoslovaco, medalhista olímpico.

## Títulos
- Jogos Olímpicos:
  - Prata: 1972